# Hubbardston (Massachusetts)
Hubbardston és una població dels Estats Units a l'estat de Massachusetts. Segons el cens del 2000 tenia 3.909 habitants.

## Demografia
Segons el cens del 2000, Hubbardston tenia 3.909 habitants, 1.308 habitatges, i 1.071 famílies. La densitat de població era de 36,8 habitants/km².
Dels 1.308 habitatges en un 43,8% hi vivien nens de menys de 18 anys, en un 73,2% hi vivien parelles casades, en un 5,4% dones solteres, i en un 18,1% no eren unitats familiars. En el 13,7% dels habitatges hi vivien persones soles el 4,5% de les quals corresponia a persones de 65 anys o més que vivien soles. El nombre mitjà de persones vivint en cada habitatge era de 2,97 i el nombre mitjà de persones que vivien en cada família era de 3,28.
Per edats la població es repartia de la següent manera: un 31,1% tenia menys de 18 anys, un 4,8% entre 18 i 24, un 34,6% entre 25 i 44, un 22,6% de 45 a 60 i un 6,9% 65 anys o més.
L'edat mediana era de 36 anys. Per cada 100 dones de 18 o més anys hi havia 100,9 homes.
La renda mediana per habitatge era de 61.462 $ i la renda mediana per família de 66.058$. Els homes tenien una renda mediana de 48.730 $ mentre que les dones 33.654$. La renda per capita de la població era de 23.072$. Entorn del 2,1% de les famílies i el 3,7% de la població estaven per davall del llindar de pobresa.